# Lisa Alexander
Lisa Alexander (Toronto, 22 de setembro de 1968) é uma nadadora sincronizada canadiana, medalhista olímpica.

## Carreira
Lisa Alexander representou seu país nos Jogos Olímpicos de 1996, ganhando a medalha de prata em Atlanta 1996, com a equipe canadense. 